# Schwestern der Armen
Die  Schwestern der Armen (it.: Suore delle Poverelle dell'Istituto Palazzolo, Ordenskürzel: SdPIP) sind ein Institut des geweihten Lebens in der römisch-katholischen Kirche. Die Ordensschwestern arbeiten als Missions- und Schulschwestern auf mehreren Kontinenten. Sie wurden 1869 von Luigi Maria Palazzolo (1827–1883) gegründet.

## Geschichte
Die Ordensgemeinschaft der Schwestern der Armen wurde vom italienischen Priester und Seligen Luigi Maria Palazzolo. Er leitete am Stadtrand von Bergamo eine kirchliche Einrichtung zur Hilfe für Arme, Kranke und Waisenkinder, er bemühte sich ebenfalls um die Jugendseelsorge. Gemeinsam mit der Ordensschwester Teresa Gabrieli (1837–1908), die auch die erste Ordensoberin wurde, gründete er am 22. Mai 1869 die Kongregation Schwestern der Armen, die ihr Gelübde nach den evangelischen Räten ablegen.
Mit einem päpstlichen Dekret erhielt die Schwesterngemeinschaft am 25. Mai 1919 die Approbation und entwickelte sich zunächst schwerpunktmäßig in Bergamo, Brescia und Vicenza. Später folgten weitere Niederlassungen in Mittel- und Süditalien.
Bis zum Beginn des Zweiten Weltkriegs hatte sich die Gemeinschaften  auf 140 Häuser mit etwa 1000 Schwestern erweitert. Während der Kriegsjahre musste die Ordensgemeinschaft ihre Tätigkeit einschränken und teilweise versteckt arbeiten. Einige Schwestern wurden in Konzentrationslager verbracht und  deportiert.
Nach dem Kriegsende begann man mit dem Wiederaufbau der teilweise zerstörten Häuser, zusätzlich wurden Lazarette und Verpflegungsstationen errichtet. Es wurden Krankenstation zum Kampf gegen die Tuberkulose erbaut und die Rückführung der deportierten Ordensmitglieder organisiert. 1977 gründete sich die „Bruderschaft Don Luigi Palazzolo“, die sich für die Evangelisierung einsetzt. Sie wurde später ein Bestandteil der Ordensgemeinschaft.

## Organisation
1952 übernahmen die Schwestern ihre erste Missionsstation im Kongo. Heute unterhalten  sie Ordenshäuser und kirchliche Einrichtungen in Brasilien (seit 1992), Burkina Faso, Elfenbeinküste (seit 1974), Kenia (seit 1998), Malawi (seit 1983), Peru und der Schweiz. Das Generalhaus hat seinen Sitz in Bergamo, hier sind sie auch für das Museum Palazzolo verantwortlich, insgesamt verwaltet die Ordensgemeinschaft  850 Einrichtungen und zählt ca. 900 Mitglieder.